# Futsal-Ozeanienmeisterschaft 2008
Die Futsal-Ozeanienmeisterschaft 2008 fand in Suva, Fidschi vom  8. Juni bis zum 14. Juni 2008 statt. Es war die fünfte Meisterschaft.
Die Salomonen wurden zum ersten Mal Meister und hatten sich mit dem Gewinn für die Futsal-Weltmeisterschaft 2008 in Brasilien qualifiziert.
Australien nahm zum ersten Mal nicht teil, da sie 2006 in die Asian Football Confederation eintrat.

## Spiele
| Pl. | Verein                 | Sp. | S | U | N | Tore    | Diff. | Punkte |
| --- | ---------------------- | --- | - | - | - | ------- | ----- | ------ |
| 1.  | Salomonen              | 6   | 5 | 0 | 1 | 041:190 | +22   | 15     |
| 2.  | Französisch-Polynesien | 6   | 4 | 1 | 1 | 021:120 | +9    | 13     |
| 3.  | Vanuatu                | 6   | 4 | 0 | 2 | 029:180 | +11   | 12     |
| 4.  | Neuseeland             | 6   | 3 | 0 | 3 | 022:160 | +6    | 09     |
| 5.  | Fidschi                | 6   | 3 | 0 | 3 | 031:310 | ±0    | 09     |
| 6.  | Neukaledonien          | 6   | 1 | 1 | 4 | 022:300 | −8    | 04     |
| 7.  | Tuvalu                 | 6   | 0 | 0 | 6 | 007:570 | −50   | 0      |